# Horacio Aragona
Horacio Aragona (n. 1945) es un músico y cantante argentino, con registro de tenor, orientado principalmente a la música popular argentina (tango y folklore). Integró el Cuarteto Zupay, uno de los grupos vocales más destacados de Argentina, entre 1978 y 1981. Luego integró el grupo De los Pueblos. En 1999 se radicó en Bariloche.

## Trayectoria
Horacio Aragona nació en Buenos Aires en 1945. Entre 1975 y 1978 residió en Venezuela. 
Fue integrante del coro Nueve de Cámara, dirigido por Carlos López Puccio, y también hizo parte del coro ficticio del Cotolengo de Santa Eduviges que participó en el segundo disco de Les Luthiers, "Cantata Laxatón".
En 1978 fue convocado para integrar el Cuarteto Zupay como tenor, a raíz del retiro de Rubén Verna. Integró el grupo junto a Pedro Pablo García Caffi (barítono), Aníbal López Monteiro (tenor) y Eduardo Vittar Smith (bajo). En 1981 se retiró del grupo por diferencias con el director Pedro Pablo García Caffi.
Con posterioridad fundó el grupo De los Pueblos, con el también ex Zupay Javier Zentner (bajo, Irene Burt (soprano) y Adrián Fernández (barítono) y Pehuén Naranjo (tenor). Con De los Pueblos grabó dos álbumes.
Desde 1999 se encuentra radicado en Bariloche donde continúa su carrera de cantante.

## Discografía
1. Nacimiento, con De los Pueblos, 1984
2. De funerales y fiestas, con De los Pueblos, 1986